# 파리 에어쇼
파리 에어쇼(프랑스어: Salon international de l'aéronautique et de l'espace de Paris-Le Bourget, Salon du Bourget, 영어: Paris Air Show)는 격년으로 프랑스 파리 인근에서 개최되는 에어쇼이다. 알려져 있는 에어쇼 중 세계에서 가장 오래되고, 규모도 가장 크다.

## 개요
1909년 출범한 파리 에어쇼는 매 홀수년 파리 북부의 르부르제 공항에서 개최되고 있다. 행사의 형식은 영국의 판버러 에어쇼나 베를린 에어쇼와 유사한데, 나흘 동안 업체 관계자들을 대상으로, 사흘 동안은 어린이를 포함한 일반을 대상으로 열린다.
파리 에어쇼는 프랑스 항공우주 산업의 대표 업체의 모임인 GIFAS(Groupement des industries françaises aéronautiques et spatiales)에서 조직한다. GIFAS에 따르면, 2011년 파리 에어쇼는 151,500명의 관련 종사자와 20여만 명의 일반 관람객, 80개국의 3,250명의 기자가 관람하였다.
파리 에어쇼는 상업적인 대형 행사로, 주요 목적은 군용 및 민간 항공기를 잠재적 고객들에 선보이는 것이다. 세계 일류의 항공 박람회를 표방하며, 주요 항공기 판매 계약은 제조사에서 에어쇼 기간중에 발표한다. 모든 주요 국제 항공기 업체들과 각국의 군 대표가 파리 에어쇼에 참가한다.

## 역사

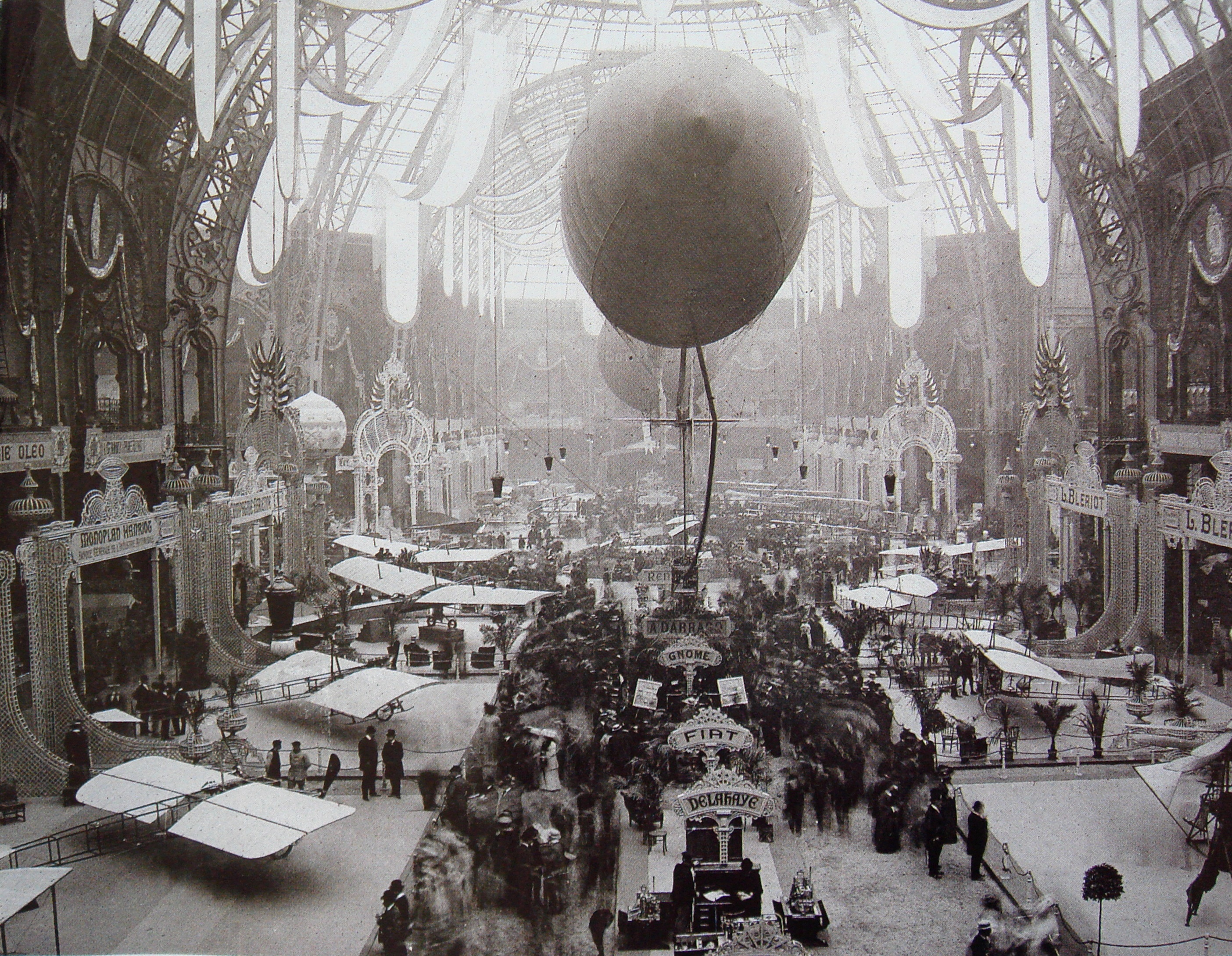
1909년 파리 그랑 팔레에서 열린 최초의 항공 전시회 Salon de la locomotion aérienne

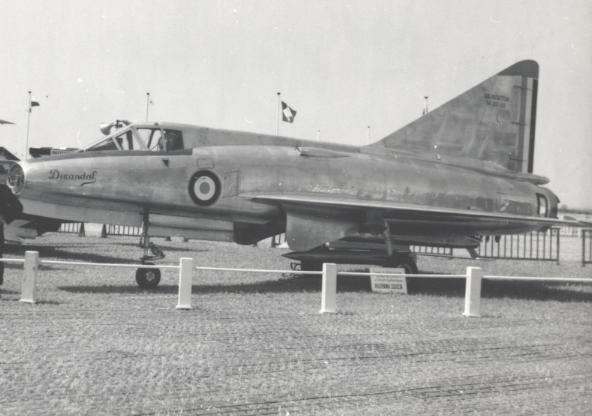
1957년 항공 전시회의 SNCASE SE-212 뒤랑달 실험용 제트 전투기

파리 에어쇼는 그 역사가 20세기 초까지 거슬러 올라간다. 1908년, 파리 모터쇼의 일부가 항공기에 할당되었다. 이듬해, 전용의 에어쇼가 9월 25일에서 10월 17일까지 그랑 팔레에서 열렸고, 10만 명이 방문, 380개 출품사의 제품과 발명품을 참관하였다. 제1차 세계대전 전까지 네 차례의 에어쇼가 열렸다. 에어쇼는 1919년 재개되었고, 1924년부터는 제2차 세계대전으로 중지되기 전까지 격년으로 개최되었다. 1946년에 다시 재개된 에어쇼는 1949년 이후로 홀수년에 개최되어 왔다.
에어쇼는 그랑 팔레에서 줄곧 개최되었고, 1949년부터는 파리 오를리 공항에서 시범 비행이 전개되었다. 1953년, 에어쇼는 그랑 팔레에서 르부르제로 옮겨 개최되었다. 1960년대 말부터 1970년대 초까지 파리 에어쇼는 판버러 에어쇼의 강력한 국제적 경쟁자로 부각되었다. 1971년에는 에어버스 A300의 실물 크기 모형을 선보였고, 1973년에는 DC-10과 록히드 L-1011 트라이스타가 전시되었다.
발생한 주요 사고로는 콘베어 B-58 허슬러 폭격기가 1961년에는 곡예 비행 중, 1965년에는 착륙 중 추락한 사고가 있었다.